# Едда Будінг
Едда Будінг (нім. Edda Buding; 13 листопада 1936 — 15 липня 2014) — колишня німецька тенісистка.
Найвищим досягненням на турнірах Великого шолома були фінали в парному та змішаному парному розрядах.

## Головні фінали

### Великий шолом, мікст (2 поразки)
| Результат | Рік  | Турнір                               | Покриття | Партнерка  | Суперниці                     | Рахунок   |
| --------- | ---- | ------------------------------------ | -------- | ---------- | ----------------------------- | --------- |
| Поразка   | 1957 | Відкритий чемпіонат Франції з тенісу | Ґрунт    | Луїс Аяла  | Вера Сукова Їржі Яворський    | 6–3, 6–4  |
| Поразка   | 1961 | Вімблдонський турнір                 | Трава    | Роберт Гау | Фред Столл Леслі Тернер Боурі | 11–9, 6–2 |

### Великий шолом, парний розряд (1 поразка)
| Результат | Рік  | Турнір                           | Покриття | Партнерка    | Суперниці                      | Рахунок       |
| --------- | ---- | -------------------------------- | -------- | ------------ | ------------------------------ | ------------- |
| Поразка   | 1961 | Відкритий чемпіонат США з тенісу | Gras     | Йола Рамірес | Леслі Тернер Боурі Дарлін Гард | 6–4, 5–7, 6–0 |

### Інші парні титули
| Рік  | Турнір           | Партнерка              | Суперниці               | Рахунок  |
| ---- | ---------------- | ---------------------- | ----------------------- | -------- |
| 1968 | Олімпійські ігри | Гельга Ніссен Мастгофф | Джулі Гелдман Росі Реєс | 6–3, 6–4 |

### Фінал Кубка Федерації
| Рік  | Німеччина                                         | США                                                 | Рахунок |
| ---- | ------------------------------------------------- | --------------------------------------------------- | ------- |
| 1966 | Едда Будінґ Гельга Ніссен Мастгофф Гельга Шультце | Джулі Гелдман Біллі Джин Кінг Керо Колдвелл-Гребнер | 0–3     |